# Eishockey in Frankreich
| Eishockey in Frankreich | Eishockey in Frankreich                         |
| ----------------------- | ----------------------------------------------- |
| Verband:                | Fédération Française de Hockey sur Glace (FFHG) |
| Gegründet:              | 1907/29. April 2006                             |
| IIHF-Mitglied seit:     | 20. Oktober 1908 (Gründungsmitglied)            |
| Herren                  |                                                 |
| 1. EM-Teilnahme:        | 1923                                            |
| 1. WM-Teilnahme:        | 1930                                            |
| 1. OL-Teilnahme:        | 1928                                            |
| Medaillengewinne:       | EM: 1 × Gold, 1 × Silber                        |
| 1. Meisterschaft:       | 1904                                            |
| 1. Landesmeister:       | Club de Patineurs de Paris                      |
| Rekordmeister:          | HC Chamonix (30 ×)                              |
| 1. Länderspiel:         | Belgien-Frankreich 4. März 1905 in Brüssel, 0:3 |
| Frauen                  |                                                 |
| 1. EM-Teilnahme:        | 1991                                            |
| 1. WM-Teilnahme:        | 1999                                            |
| 1. OL-Teilnahme:        | -                                               |
| Medaillengewinne:       | -                                               |
| 1. Meisterschaft:       | 1987                                            |
| 1. Landesmeister:       | CSG Grenoble                                    |
| Rekordmeister:          | HC Cergy-Pontoise (14 ×)                        |

Eishockey ist in Frankreich eine Randsportart, die in der Bedeutung klar hinter Fußball, Rugby und Handball rangiert. Ca. 17.000 Menschen, darunter 2.800 Frauen, üben diese Sportart aus.

## Geschichte
Der französische Eishockeyverband war einer der Gründungsverbände der IIHF und spielte in der Anfangszeit des europäischen Eishockeys eine bedeutende Rolle. Diese Rolle verlor die "Equipe de France" nach dem Zweiten Weltkrieg, und sie nahm von 1954 bis 1960 gar nicht an Weltmeisterschaften teil. Bis 1991 pendelte die Nationalmannschaft zwischen der C- und der B-Weltmeisterschaftsgruppe. In den 1990er Jahren konnte sich das Team international konsolidieren, spielte durchgängig in der A-Gruppe, aus der es jedoch 2000 abstieg. Der Wiederaufstieg in die inzwischen in "Top Division" umbenannte A-Gruppe gelang bei der WM der Division I Gruppe A (ehemals WM-Gruppe B) 2007 in China. Bei der WM 2008 in Kanada konnte die Mannschaft den Verbleib im Verbund der besten Eishockeynationalmannschaften sichern.
In den 1990er Jahren nahm darüber hinaus auch in Frankreich die Bedeutung des Fraueneishockeys zu: Die "Equipe feminines" nimmt seit 1990 an den internationalen Turnieren teil. Da jedoch auch hier die Trainingsmöglichkeiten für die Frauen stark eingeschränkt sind und es sich bei den Frauen um einen reinen Amateursport handelt, ist die nationale und internationale Beachtung der weiblichen französischen Auswahl sehr eingeschränkt. Während die Zahl der französischen Eishockeyspieler insgesamt zwischen 1999 und 2006 etwa gleich blieb, erhöhte sich die Zahl der Spielerinnen von ca. 1.000 auf über 2.800.
Zwar ist Eishockey in Frankreich nach wie vor eine Randsportart, dennoch hat es in den vergangenen Jahren an Aufmerksamkeit gewonnen. Mittlerweile verzeichnen einige Clubs, vorwiegend in kleineren Städten mit wenig sportlicher Konkurrenz, soliden Zuschauer- und Medien-Zuspruch, hierzu zählen Grenoble, Rouen, Amiens, Gap, Épinal, Angers, Briançon und Tours. Aber auch in einigen Großstädten wie Lyon und Bordeaux hat Eishockey in den letzten Jahren an Popularität gewonnen. Das Finale des französischen Pokals findet seit einigen Jahren in der AccorHotels-Arena in Paris statt und verzeichnet dort jährlich bis zu 13.300 Zuschauer, womit regelmäßig ein neuer Zuschauerrekord für französische Club-Eishockeyspiele aufgestellt wird.

## Turniere und Meisterschaften
- Meisterschaften
  - allgemein Französischer Meister
  - detailliert siehe Ligasystem
- Internationale Turniere
  - Olympische Eishockeyturniere der Herren in Frankreich
    - 1968 (Grenoble)
    - 1992 (Méribel)

  - Eishockey-Weltmeisterschaften der Herren in Frankreich
    - 1930 (Chamonix, Teile der WM fanden wegen Tauwetters in Berlin und Wien statt)
    - 1951 (Paris)
    - 1968 (Grenoble, im Rahmen der Olympischen Spiele)
    - C-WM 1974 (Grenoble, Lyon und Gap)
    - C-WM 1985 (Megève, Chamonix und Saint-Gervais-les-Bains)
    - B-WM 1990 (Lyon und Megève)
    - WM Division I, Gruppe A 2001 (Grenoble)
    - WM Division I, Gruppe A 2006 (Amiens)
    - 2017 (Paris, gemeinsam mit Köln, Deutschland)

  - Eishockey-Weltmeisterschaften der Frauen in Frankreich
    - B-WM 1999 (Colmar)
    - WM Division I 2001 (Briançon)

## Ligasystem in Frankreich (Herren)
Die „Ligen-Pyramide“ stellt den Aufbau des französischen Eishockey-Ligensystems schematisch dar.
| Level 1 | Ligue Magnus                                                                                    | Ligue Magnus       | Ligue Magnus                      | Ligue Magnus                      | Ligue Magnus                    | Ligue Magnus                    | Ligue Magnus     | Ligue Magnus     | Ligue Magnus       | Ligue Magnus       | Ligue Magnus     | Ligue Magnus     |
| Level 1 | ein direkter Absteiger, Vorletzter absolviert Relegationsspiel gegen den Zweiten der Division I |                    |                                   |                                   |                                 |                                 |                  |                  |                    |                    |                  |                  |
| Level 2 | Division 1                                                                                      | Division 1         | Division 1                        | Division 1                        | Division 1                      | Division 1                      | Division 1       | Division 1       | Division 1         | Division 1         | Division 1       | Division 1       |
| Level 2 | D1 Poule Sud                                                                                    | D1 Poule Sud       | D1 Poule Sud                      | D1 Poule Sud                      | D1 Poule Sud                    | D1 Poule Sud                    | D1 Poule Nord    | D1 Poule Nord    | D1 Poule Nord      | D1 Poule Nord      | D1 Poule Nord    | D1 Poule Nord    |
| Level 2 | ein direkter Aufsteiger, ein möglicher Aufsteiger, bis zu vier Absteiger in die Division II     |                    |                                   |                                   |                                 |                                 |                  |                  |                    |                    |                  |                  |
| Level 3 | Division II                                                                                     | Division II        | Division II                       | Division II                       | Division II                     | Division II                     | Division II      | Division II      | Division II        | Division II        | Division II      | Division II      |
| Level 3 | D2 Poule Sud                                                                                    | D2 Poule Sud       | D2 Poule Sud                      | D2 Poule Sud                      | D2 Poule Sud                    | D2 Poule Sud                    | D2 Poule Nord    | D2 Poule Nord    | D2 Poule Nord      | D2 Poule Nord      | D2 Poule Nord    | D2 Poule Nord    |
| Level 3 |                                                                                                 |                    |                                   |                                   |                                 |                                 |                  |                  |                    |                    |                  |                  |
| Level 4 | Division III                                                                                    | Division III       | Division III                      | Division III                      | Division III                    | Division III                    | Division III     | Division III     | Division III       | Division III       | Division III     | Division III     |
| Level 4 | D3 Groupe A, Ouest                                                                              | D3 Groupe A, Ouest | D3 Groupe B, Île-de-France Centre | D3 Groupe B, Île-de-France Centre | D3 Groupe C, Île-de-France Nord | D3 Groupe C, Île-de-France Nord | D3 Groupe D, Est | D3 Groupe D, Est | D3 Groupe E, Alpes | D3 Groupe E, Alpes | D3 Groupe F, Sud | D3 Groupe F, Sud |
| Level 4 |                                                                                                 |                    |                                   |                                   |                                 |                                 |                  |                  |                    |                    |                  |                  |

- Die Ligue Magnus ist die höchste Spielklasse im französischen Eishockey. 14 Profimannschaften spielen um die französische Meisterschaft. Relegation: Die beiden Tabellenletzten spielen in einer Relegation um den direkten Abstieg. Der Verlierer der "Play-downs" ist abgestiegen, der Sieger muss anschließend in eine weitere Relegation mit dem Zweiten der Division I.
- Unterhalb der Division III wird in verschiedenen Regionen ein Amateur-Wettspielbetrieb unterhalten.

## Nationalmannschaften
Trainer, Spieler und Platzierungen der französischen Nationalmannschaften siehe unter französische Eishockeynationalmannschaft